# Melange
Melange és el nom fictici d'una droga-espècia central a la Saga de Dune, una sèrie de novel·les de ciència-ficció creada per Frank Herbert. El gust de l'espècia melange és molt similar al de la canyella, però, cada vegada que es prova, aquesta revela una multitud de variacions de gust.

## Etimologia
En francès modern, mélange és un substantiu que es refereix a una barreja o revolució, especialment de productes químics i també digeribles tals com el vi o el cafè; melange és també una paraula prestada a l'anglès amb el mateix significat. Mélange és la forma moderna del substantiu en francès antic meslance, que ve de l'infinitiu Meler, que significa barrejar. També es pot trobar la paraula "mescla", en català, que també vol dir "barreja", "poti-poti".

## Origen
A la novel·la Dune, solament existeix en l'Univers Conegut una sola font natural de l'espècie melange, el planeta Arrakis, anomenat Dune pel seu paisatge desèrtic. L'espècia melange és una droga geriàtrica que dona a l'usuari, addicte, una esperança de vida llarga, gran vitalitat, i elevada cognició; també pot deslligar la presciència en alguns subjectes, o poders oraculares de visió del futur, depenent de la dosi, i la fisiologia del consumidor.
Melange, d'una altra forma coneguda només com l'espècia, és el producte d'un cuc gegant que habita les sorres de Dune. La seva collita és arriscada en extrem, ja que qualsevol activitat a la superfície desèrtica d'Arrakis atrau els cucs, que són extremadament grans i perillosos. Així, l'operació minera essencialment consisteix a aspirar l'espècia de la superfície amb una màquina recol·lectora fins que acudeix un cuc. Una nau de càrrega o vaixell de càrrega, aixeca llavors el vehicle miner i el protegeix posant fora de l'abast del cuc. Els fremen, que han après a coexistir amb els cucs del planeta, cullen l'espècia manualment per al seu ús i per al contraban a altres mons.
L'espècia en general és usada per tot l'Univers Conegut, i és un signe de riquesa. Ingerir és mostra de consum ostentós. El planeta Arrakis és el central dels mons habitats de l'anomenat Imperi del Milió de Mons, perquè és l'única font de l'espècie.
En altres lliuraments de la saga, un mètode artificial per produir l'espècia és descobert pels Bene Tleilax o Tleilaxu. A aquesta espècia sintètica la denominen "Amal" i és sintetitzada en secret usant la tecnologia dels tancs axolotl o axolot sense aconseguir treure del mercat a l'espècia melange natural.
Encara que s'anomena "espècia" i pot ser barrejada amb menjar, el melange és en realitat una droga: és físicament addictiva, i té efectes psicotròpics, i aturar el seu consum causa una mort després d'un període de dolorosa desintoxicació, tot i que la majoria dels habitants de l'imperi la prenen, ja que incrementa en diversos centenars d'anys la vida humana. A causa de la seva raresa, el grup que controla la producció de l'espècie en Dune, controla el destí no només de l'Imperi, sinó de tota la humanitat.

## Usos

### Navegants de la Confraria Espacial
Els Navegants de la Confraria Espacial que controla els viatges en l'Imperi, depenen de la melange per aconseguir l'elevada cognició i la capacitat oracular presciente necessàries per veure les vies segures a través de l'espai doblat generat per les màquines Holtzman, la qual cosa permet navegar als gegantins creuers de la Confraria. Els Navegants viuen literalment dins d'un núvol de melange en un tanc, l'ús continu transforma els seus cossos en una mena de grotesca barreja de peix i ésser humà.
L'agonia de l'espècie

### Article principal: Agonia de l'espècia
Les Bene Gesserit, monges bruixes al servei de l'Imperi, usen essència d'espècia, la substància tòxica que pot ser transmutada en melange, per al ritual conegut com l'Agonia de l'espècie, un examen en el qual una acòlita Bene Gesserit pren una sobredosi que la confrontació amb el seu jo intern, i tots els jo de tots els seus ancestres femenins. Si ella aconsegueix superar la confrontació, emergeix com una Reverenda Mare, un Bene Gesserit amb noves facultats, el complet control dels seus Altres Memòries, els egos col·lectius de tots els seus ancestres femenins. El procés és fatal per a aquelles que no són prou forts, o pels genèticament al·lèrgics, com el cas dels homes, i la Germana Alta acólita, Violeta Quinctillius Chenoeh, admirada per la resta de les Bene Gesserit per la seva relació amb el déu emperador Leto II.